# Monster (serial telewizyjny)
Monster (hangul: 몬스터 Monseuteo) – południowokoreański serial telewizyjny emitowany na antenie MBC.
Serial był emitowany od 28 marca do 20 września 2016 roku, w poniedziałki i wtorki o 22:00, liczy 50 odcinków. Ostatni odcinek osiągnął najwyższą oglądalność 14,1% (Nielsen Korea) / 13,8% (TNMS). Główne role odgrywają w nim Kang Ji-hwan, Sung Yu-ri, Park Ki-woong i Claudia Kim.

## Opis fabuły
W młodości Lee Guk-cheol stracił swoją rodzinę i swoje dziedzictwo przez chciwego wujka Byun Il-jae. Przez co zmienił się z rozpieszczonego bogatego spadkobiercy w nędznego żebraka prawie z dnia na dzień. Powstała jednak szansa na uzyskanie nowej tożsamości – Kang Ki-tan, która pozwoliłaby mu odebrać to, co prawnie mu się należy i zemścić się na winnych zrujnowania mu życia. Jednak w dążeniu do zemsty spotyka się z przeciwnością w postaci Do Gun-woo, nieślubnego syna przewodniczącego czebola, oraz Oh Soo-yeon – młodej kobiety, która wydaje się podejrzanie podobna do dziewczyny, w której zakochał się w młodości.

## Obsada

### Główna
- Kang Ji-hwan jako Kang Ki-tan / Lee Guk-cheol
  - Lee Gi-kwang jako młody Lee Guk-cheol
- Sung Yu-ri jako Oh Soo-yeon / Cha Jeong-eun
  - Lee Yeol-eum jako młoda Cha Jeong-eun
- Park Ki-woong jako Do Gun-woo
- Claudia Kim jako Yoo Seong-ae

### W pozostałych rolach
Dodo Group
- Park Yeong-gyu jako Do Choong
- Jeong Bo-seok jako Byun Il-jae
- Park Hoon jako Oh Choong-dong
- Lee Deok-hwa jako Hwang Jae-man
- Kim Bo-yeon jako Hwang Gwi-ja
- Jin Tae-hyun jako Do Gwang-woo
- Jo Bo-ah jako Do Shin-young
- Kim Hye-eun jako Hwang Ji-soo
- Jung Woong-in jako Moon Tae-gwang
- Kim Se-ah jako Mo Kyung-shin
- Cha Kwang-soo jako Go Hae-sool
- Lee Seung-hyung jako Han Sang-goo
- Song Kyung-chul jako Gong Bok-shin
- Kim Dong-hee jako Lee Soo-tak
- Lee Mun-jeong jako Hong Nan-jeong
- Jin Ye-sol jako Park So-hee
- Shin Joo-hwan jako Kim Hae-il

Huaping
- Choi Jong-won jako Jo Ki-ryang
- Lee El jako Ok Chae-ryung
- Go Yoon jako Cha Woo

Inni
- Kim Won-hae jako Min Byung-ho
- Jung Soon-won jako Oh Jin-cheol / Cha Dong-soo
  - Jung Soo-hwan jako młody Cha Dong-soo
- Kim Myung-soo jako Cha Joong-rak
- Nam Myung-ryul jako Lee Joon-sik
- Nam Gi-ae jako Jung Mi-ok
- Lee Ah-hyun jako Choi Ji-hye
- Shin Seung-hwan jako Yang Dong-yi
- Go In-bum jako Kim Dae-woo
- Kim Young-woong jako Yeom Hyeong-gu
- Bae Jong-ok jako Jung Man-ok
- Sung Ji-ru jako Go Joo-tae
- Chen Bolin jako Michael Chang
- Lee Won-jong jako Na Do-kwang

## Nagrody i nominacje
| Rok  | Nagroda             | Kategoria                                                | Nominowany    | Wynik     |
| ---- | ------------------- | -------------------------------------------------------- | ------------- | --------- |
| 2016 | 5. APAN Star Awards | Excellence Award, Actor in a Serial Drama                | Kang Ji-hwan  | Nominacja |
| 2016 | MBC Drama Awards    | Top Excellence Award, Actor in a Special Project Drama   | Kang Ji-hwan  | Nominacja |
| 2016 | MBC Drama Awards    | Top Excellence Award, Actress in a Special Project Drama | Sung Yu-ri    | Nominacja |
| 2016 | MBC Drama Awards    | Excellence Award, Actor in a Special Project Drama       | Park Ki-woong | Nominacja |
| 2016 | MBC Drama Awards    | Excellence Award, Actress in a Special Project Drama     | Jo Bo-ah      | Nominacja |
| 2016 | MBC Drama Awards    | Najlepsza nowa aktorka                                   | Jo Bo-ah      | Wygrana   |
| 2016 | MBC Drama Awards    | Najlepsza nowa aktorka                                   | Lee Yeol-eum  | Nominacja |
| 2016 | MBC Drama Awards    | Golden Acting Award, Actor in a Special Project Drama    | Jeong Bo-seok | Nominacja |
| 2016 | MBC Drama Awards    | Golden Acting Award, Actor in a Special Project Drama    | Jin Tae-hyun  | Nominacja |
| 2016 | MBC Drama Awards    | Golden Acting Award, Actress in a Special Project Drama  | Kim Bo-yeon   | Nominacja |
| 2016 | MBC Drama Awards    | Golden Acting Award, Actress in a Special Project Drama  | Lee El        | Nominacja |